# Vyzov
Vyzov (ryska: Вы́зов) är en rysk dramafilm från 2023, regisserad av Klim Sjipenko och världens första långfilm som spelades in i rymden av professionella filmskapare.
Filmen hade premiär den 12 april 2023 och gick upp på bio i Ryssland den 20 april 2023. Filminspelningarna i omloppsbana runt jorden tog 2 veckor. Filmens budget var cirka 900 miljoner rubel och tjänade tillbaka mer än 2 miljarder rubel.
Den 1 september 2023 hade filmen streamingpremiär i Ryssland och den 1 januari 2024 visades filmen på Pervyj Kanal.

## Handling
Thoraxkirurgen Zjenja Beljajeva måste förbereda sig för en rymdfärd om en månad för att kunna åka till ISS och rädda en sjuk kosmonaut. Hon kommer att behöva övervinna osäkerhet och rädsla och även utföra en komplex operation under tyngdlöshet, som astronautens chanser att återvända till jorden beror på.

## Rollista
- Julia Peresild – Jevgenija Vladimirovna Beljajeva, thoraxkirurg
- Vladimir Masjkov – Konstantin Andrejevitj Volin, flygdirektör, Sovjetunionens hjälte och Rysslands hjälte
- Milosj Bikovitj – Vladislav Nikolajevitj Nikolajev, Jevgenijas kollega
- Alexander Baluev – generaldirektör för Roskosmos
- Andrej Sjtjepotjkin – Valentin Borisovitj Versjinin, chefskirurg vid Thoracic Center på Botkin sjukhus
- Oleg Novitskij – kosmonaut Oleg Bogdanov
- Anton Sjkaplerov – kosmonaut Anton Sjkaplerov
- Pjotr Dubrov – kosmonaut Pjotr Kudrjavtsev
- Alexej Grisjin – Gennadij Simonov, biträdande flygdirektör
- Jelena Valjusjkina – Galina Vasilievna, Jevgenijas mamma
- Maxim Stojanov – Roman, cyklist, kirurg, en av kandidaterna för flygningen
- Benik Arakeljan – Rafik, kirurg från Krasnodar, studiekamrat till Beljajeva och Nikolajev, en av kandidaterna till flyget
- Artur Bestjastnyj – Vasia
- Andrej Kuzitjev – Valera
- Varvara Volodina – Masja, Jevgenijas dotter (vid 16 år)
- Marta Jevstignejeva – Masja, Jevgenijas dotter (vid 5 år)
- Michail Trojnik – Sergej, Jevgenijas man
- Sofia Skye – Tanja
- Alexander Samoilenko – Semjonov, distriktsåklagare
- Igor Gordin – Dmitrij Jurijevitj, läkare vid Centrala operationscentralen

## Produktion
I september 2020 tillkännagav Roskosmos, Pervyj Kanal och filmstudion Yellow, Black and White filmen Vyzov, som kommer bli den första långfilmen som delvis spelas in i rymden. Regissör var Klim Sjipenko. Pervyj Kanal lanserade en audition för huvudrollen där deltagare kunde spela in ett screentest med ett brev från Tatiana från "Eugene Onegin". Cirka tre tusen ansökningar lämnades in till huvudrollen, vilket sållades ner till 20-30. I rollbesättningen ingick skådespelerskorna Aljona Mordovina och Galina Kairova, såväl som amerikansk-ryska skådespelerskan Sofia Skye, som i slutändan spelade en annan roll i filmen. Filmens producent och generaldirektör, Konstantin Ernst, erbjöd också en roll till Polina Gagarina.
Efter urvalsprocessen föll valet på skådespelerskan Julia Peresild, som precis hade avslutat inspelningen av serien "Ugrjum-reka".

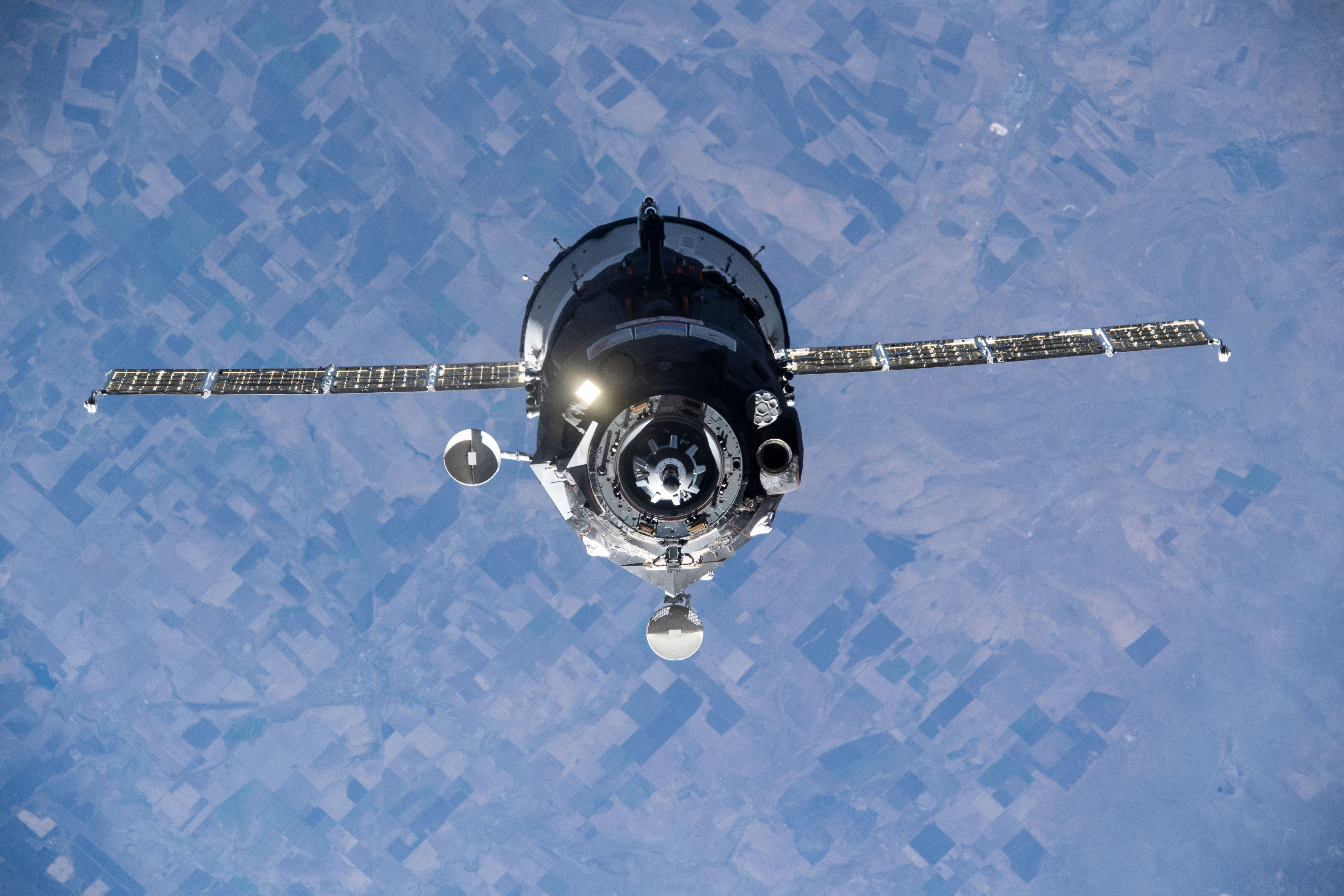
Rymdfarkosten SOYUZ-MS 19 som Anton Sjkaplerov, Julia Peresild och regissören Klim Sjipenko anländer till ISS med

För att förbereda sig för inspelningarna tränade Klim Sjipenko intensivt och gick ner 15 kilo i vikt. Under rymdfärden tjänstgjorde han som fotograf, sminkör och scenograf. Skeppets befälhavare var den erfarna piloten och kosmonauten Anton Sjkaplerov, som tidigare arbetat i rymden tre gånger, och Sjipenko och Peresild fick status som rymdflygningsdeltagare. I reservteamet fanns kosmonaut Oleg Artemjev, fotograf Alexej Dudin och skådespelerskan Aljona Mordovina.
Utvecklingen av projektet täcktes inom ramen för programmet Vetjernij Urgant, vars deltagare flyttade till kosmodromen en vecka före uppskjutning. Den 12 september 2021 hade realityserien Vyzov. Pervoje v kosmos premiär. Programmet handlade om funktionerna i urvalet och förberedelserna av projektdeltagare. Inspelningarna inleddes den 5 oktober 2021 klockan 11:55 Moskva-tid med uppskjutning från Baikonur-kosmodromen till ISS av rymdfarkosten Soyuz MS-19 med regissören och skådespelerskan ombord. Peresild och Sjipenko tillbringade 12 dagar på ISS. Cirka 30 timmars material filmades med Julia Peresild och kosmonauterna Oleg Novitskij, Anton Sjkaplerov och Pjotr Dubrov. Materialet som filmades i rymden uppgick till ungefär 35 minuter av filmens sista speltid.
Enligt Konstantin Ernst var motivationen för filmens skapare att bekräfta Rysslands ledarskap inom rymdsektorn och återställa kosmonautyrkets prestige i den yngre generationens ögon.
Den 19 oktober 2021 sa Klim Sjipenko att han nu är redo att göra en film på månen eller Mars.

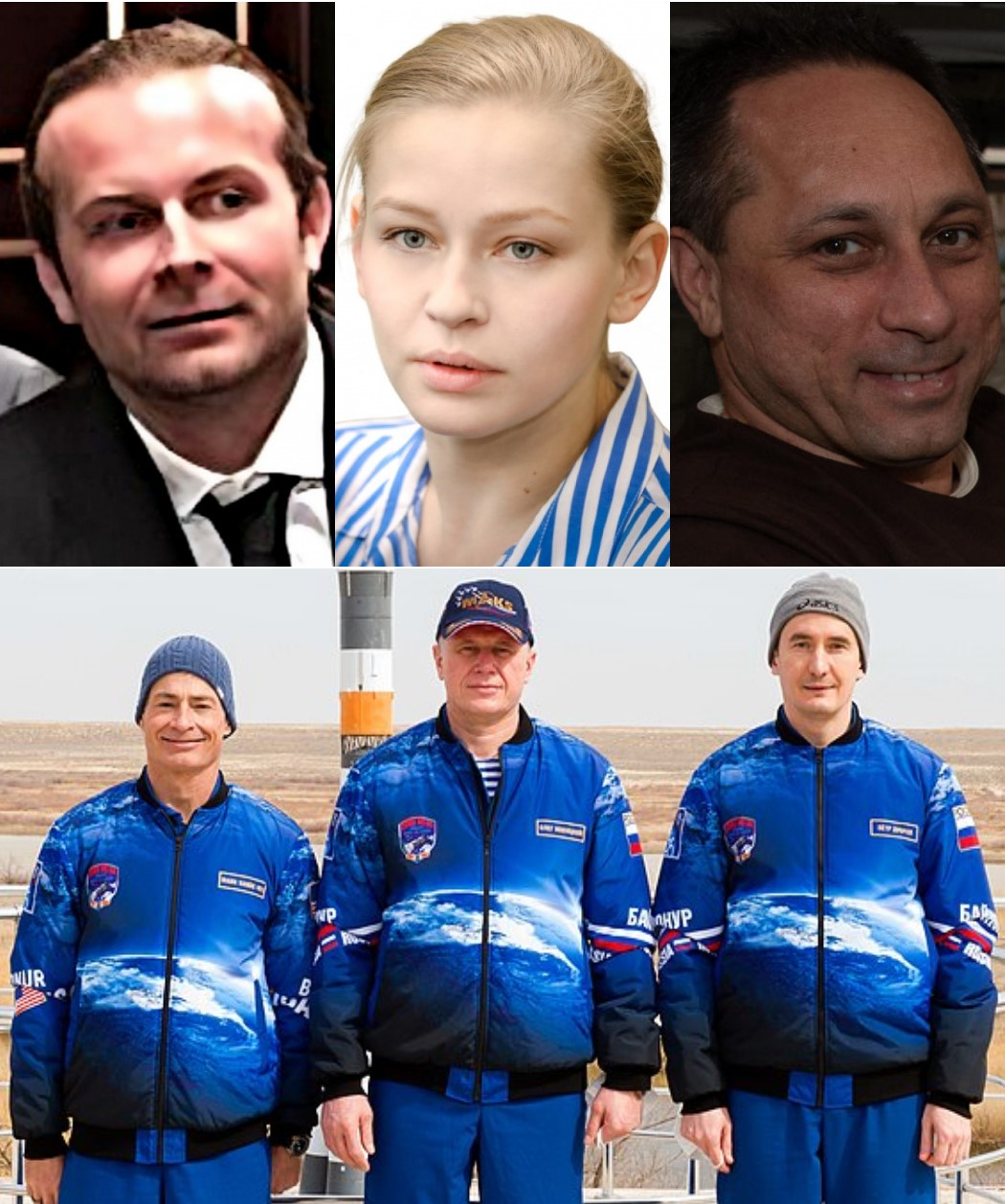
Filmteamet som skickades till ISS för att spela in filmen Vyzov

I juni 2022 inledde gruppen filminspelningarna på jorden, som ägde rum på området för Centret för förberedning av kosmonauter uppkallat efter Ju. A. Gagarin, Voronovo sanatorium samt i studio med en specialbyggd kopia av Roscosmos kontrollcenter.
Filmen distribuerades i Ryssland, Montenegro, Slovenien, Bosnien och Hercegovina, Kroatien, Makedonien, Förenade arabemiraten och Serbien den 20 april 2023, i vissa länder släpptes filmen den 27 april, som Bahrain, Egypten, Jordanien, Irak, Iran, Qatar, Kuwait, Libanon, Oman, Palestina, Saudiarabien, Syrien, Sudan.

## Mottagande
Filmen fick ett reserverat neutralt mottagande i rysk press. Många recensenter noterade den utmärkta kinematografin, iscensättningen av scenerna i rymden och den övergripande visuella sidan hos Vyzov, men några var skeptiska till filmens produktplaceringar och ideologi. Vissa hyllade själva inspelningen i rymden som en bedrift, andra kritiserade själva idén som ett dyrt PR-trick. Julia Peresild prestation bedömdes positivt av de flesta kritiker, även i negativa recensioner. Manuset fick blandade recensioner. Filmen bedömdes positivt av publikationerna "Nezavisimaja Gazeta", "KinoReporter", Lenta.ru, "Kinomania", mer skeptiska recensioner publicerades av "Film.ru", "Vokrug TV", "Kommersant", "Fontanka", "Kanobu" och "Vasji novosti". En kraftigt negativ recension publicerades av Afisja. Även negativa recensioner publicerades initialt av Maxim och Kino TV, men dessa tog strax bort dessa texter från sina webbplatser.
Baserat på resultaten från 2023 inkluderade publikationerna Lenta.ru och Sobaka.ru filmen i sina listor över årets bästa filmer. Filmen vann en omröstning på webbplatsen Kino-teatr.ru för årets bästa inhemska film, och i en liknande omröstning av VTsIOM landade den på en andra plats och förlorade mot Tjeburasjka. Samtidigt inkluderade "Pervoje studentjeskoje agenstvo" och Vatnikstan-portalen filmen i listor över "årets besvikelser". I slutet av året utelämnade tidningen Mir fantastiki filmen från en tävling och noterade att "i termer av konstnärliga meriter rankas Vyzov inte bland de bästa filmerna 2023", men den kommer att minnas som en teknisk prestation.

## Utmärkelser och nomineringar
- Ryska federationens statliga pris inom litteratur och konst 2022: Konstantin Ernst, Klim Sjipenko och Julia Peresild.[41]
- "Årets evenemang" (tidningen KinoReporter award): seger i kategorierna "Årets projekt" och "Årets skådespelerska" (Julia Peresild).[42]
- "Guldörnen": hederspris till Julia Peresild som den första skådespelerska-kosmonauten, utan nomineringar[43]. Nomineringar: Bästa långfilm, Bästa kvinnliga huvudroll, Klippning, Ljuddesign, Visuella effekter.[44]

## Kritik
Filmen, som, enligt den tidigare chefen för Roscosmos Dmitrij Rogozin, är "ett experiment för att ta reda på om Roscosmos kan förbereda två vanliga människor för rymdfärd på cirka 3-4 månader", orsakade missnöje inom vetenskapen och flygindustrin för att projektet utestänger utbildade kosmonauter från rymdfärder (Julia Peresild och Klim Sjipenko flög till ISS istället för de riktiga kosmonauterna Andrej Babkin och Andrej Petelin, som hade tränat länge för det), och även för att hålla andra kosmonauter på ISS längre än den nödvändiga arbetstiden, försummande av offentliga medel, eller till och med för att det skulle vara olagligt att använda stationens resurser för icke-vetenskapliga ändamål. Sergej Krikaljov, chef för Roscosmos bemanningsprogram, för gå från sin tjänst efter att ha uttalat sig mot projektet men återinsattes några dagar senare efter protester från kosmonauter på och utanför aktiv tjänst.

## Marknadsföring
Filmens reklambudget uppgick till 91 miljoner rubel, enligt Mediaplus Group Russia. Vyzov marknadsfördes huvudsakligen på Pervyj kanal; den statliga portalen "Gosuslugi" skickade också ut brev som gjorde reklam för filmen.
Till stöd för filmen spelade fotbollslaget Krylja Sovetov den 17 oktober 2021 klädd i "rymd"-tröjor med en speciell stiliserad chevron i matchen med Nizjnyj Novgorod.
För att minimera konkurrensen med andra filmer togs utländska filmer, som Super Mario Bros. Filmen och Dungeons and Dragons: Honor Among Thieves tillfälligt bort från bioschemat under filmens premiär.
Filmen innehåller flera element av produktplacering. Skärmsläckare med Tinkoff-bankens mobilapplikation, Toyota Camry-bilar visas på skärmen flera gånger, Megafon nämns och namnet på Pervyj kanals generaldirektör och filmens producent Konstantin Ernst hörs.

## Fotnoter
1. ↑  Filmmaterial som upptagits i rymden har tidigare används för både spelfilmer och dokumentärfilmer men har då filmats av kosmonauter.